# El dueño del sistema
El Dueño del Sistema es el nombre del primer mixtape del cantante puertorriqueño J Álvarez. Fue publicado el 26 de marzo de 2009 por Flow Music, a cargo de DJ Nelson. Contó con una edición especial, la cual se lanzó el 9 de noviembre de 2009, ambas versiones contienen las colaboraciones de Ñengo Flow, Ñejo & Dálmata, Jowell & Randy, entre otros.
La canción «Perreo solido» ganó popularidad en 2020, gracias a la aplicación TikTok, quien se hizo popular debido a un remix no autorizado titulado «Esa nalga brinca», hecho por el productor Thomy DJ, el cual utilizó parte de la canción en dicho remix.

## Lista de canciones

### EP
| N.º   | Título | Duración |  |
| 17:08 |        |          |  |

### Edición estándar
| N.º      | Título | Duración |  |
| 01:15:56 |        |          |  |

### Edición especial
| N.º      | Título                                                                          | Duración |  |
| 1.       | «En la búsqueda»                                                                | 3:36     |  |
| 2.       | «Tumba el piquete» (con Voltio)                                                 | 3:49     |  |
| 3.       | «No me digas que no» (con De La Ghetto)                                         | 3:41     |  |
| 4.       | «2 cachas» (con Ñejo)                                                           | 3:42     |  |
| 5.       | «Y así» (con Cheka)                                                             | 3:38     |  |
| 6.       | «Esto aquí no para» (con Nova & Jory, Ñengo Flow)                               | 4:36     |  |
| 7.       | «Cada vez»                                                                      | 3:39     |  |
| 8.       | «No es fácil»                                                                   | 3:18     |  |
| 9.       | «Qué lo qué (Remix)» (con Jowell & Randy)                                       | 4:20     |  |
| 10.      | «Shakalaka (Freestyle)»                                                         | 6:23     |  |
| 11.      | «Esto se hizo para bailar»                                                      | 3:26     |  |
| 12.      | «2 cachas (Remix)» (con Ñejo & Dálmata, Ñengo Flow, Luigi 21 Plus y Guelo Star) | 6:47     |  |
| 13.      | «Qué raro (Remix)» (con Dálmata)                                                | 3:25     |  |
| 14.      | «Déjame llevarte» (con Jomar)                                                   | 3:31     |  |
| 15.      | «Shorty Make It Clap»                                                           | 3:01     |  |
| 16.      | «Pídeme lo que quieras»                                                         | 4:06     |  |
| 17.      | «Qué raro (R&B Version)»                                                        | 3:47     |  |
| 18.      | «Quédate a mi lado»                                                             | 3:38     |  |
| 01:11:43 |                                                                                 |          |  |